# 奧阿西
奧阿西（英語：'Au'asi）是美屬薩摩亞圖圖伊拉島東部的一個村莊，位於南海岸，靠近該島的東端和較小的離岸島嶼奧努烏。它是島上人口較多的村莊之一，隸屬於薩奧利縣。
奧阿西上方有一個瀑布，稱為“奧阿西瀑布”。
根據2010年美國人口普查的數據顯示，居住在奧阿西的總人口數量為113人。